# Homofobia interiorizada
Homofobia interiorizada, homofobia internalizada u homonegatividad internalizada es el rechazo, odio o repulsa de la propia homosexualidad. Este tipo de homofobia se manifiesta frecuentemente, de forma consciente e inconsciente, contra otros miembros de la comunidad LGBTI.
La homofobia interiorizada es una derivación de la orientación sexual egodistónica, diferenciándose en el hecho de que no es reconocida por el propio individuo, siendo externalizada de diferentes maneras mientras el individuo toma conciencia de su propia orientación. Esta insatisfacción desaparece una vez se adecúa a su propia autoimagen[cita requerida].
Según un estudio realizado en conjunto por las universidades estadounidenses de Essex, Rochester y California, la homofobia podría a ser mayor entre personas homosexuales o bisexuales que no han aceptado su propia condición sexual. En estos casos, la homofobia se puede manifestar verbal o físicamente contra otras personas LGBTI, y sería una forma de reprimir el propio deseo que, por diferentes motivos, es inaceptable para sí mismo. 
El resultado fue publicado en abril de 2012 en el Journal of Personality and Social Psychology.